# 2010–2011-es luxemburgi labdarúgó-bajnokság (első osztály)
A 2010–2011-es BGL Ligue a luxemburgi labdarúgó-bajnokság legmagasabb szintű versenyének 97. alkalommal megrendezett bajnoki éve volt. A pontvadászat 14 csapat részvételével 2010. augusztus 7-én kezdődött és 2011. május 21-én ért véget. A címvédő Jeunesse Esch együttese volt, mely a 2009–10-es szezonban 28. bajnoki címét ünnepelte.
A bajnokságot az F91 Dudelange csapata nyerte az ezüstérmes Fola Esch és a bronzérmes Käerjéng előtt. Ez volt a klub 9. bajnoki címe. Az élvonaltól egyenes ágon az Etzella Ettelbruck és a Jeunesse Canach, osztályozón keresztül pedig a Wiltz 71 búcsúzott, míg az Union 05 Kayl-Tétange, az US Rumelange és az US Hostert feljutott a másodosztályból.
A gólkirályi címet a Wiltz 71 bosnyák csatára, Sanel Ibrahimović nyerte el 18 találattal, az Év Játékosá-nak járó díjat pedig a bajnokcsapat portugál származású támadójának, Daniel da Motának adták át.

## A bajnokság rendszere
A pontvadászat 14 csapat részvételével őszi-tavaszi lebonyolításban zajlott, mely során a csapatok körmérkőzéses rendszerben mérkőztek meg egymással, minden csapat minden csapattal kétszer játszott: egyszer pályaválasztóként, egyszer pedig vendégként.
A bajnokság végső sorrendjét a 26 forduló mérkőzéseinek eredményei határozták meg a szerzett összpontszám alapján kialakított rangsor szerint. A mérkőzések győztes csapatai 3 pontot, döntetlen esetén mindkét csapat 1-1 pontot kapott. Vereség esetén nem járt pont. A bajnokság első helyezett csapata a legtöbb összpontszámot szerzett egyesület, míg az utolsó helyezett csapat a legkevesebb összpontszámot szerzett egyesület volt.
Azonos összpontszám esetén a bajnoki sorrendet az alábbi szempontok alapján határozták meg:
1. a bajnoki mérkőzések gólkülönbsége;
2. a bajnoki mérkőzéseken szerzett gólok száma

A bajnokság győztese lett a 2010–11-es luxemburgi bajnok, a 13. és 14. helyezett egyenes ágon kiesett a másodosztályba, míg a 12. helyezett egymérkőzéses osztályozó mérkőzést játszott a másodosztály bronzérmes csapatával. A párosítás győztese szerzett élvonalbeli tagságot.

## Változások a 2009–10-es szezonhoz képest
Kiesett az élvonalból
- US Rumelange, 13. helyen
- FC Mondercange, 14. helyen

Feljutott az élvonalba
- Wiltz 71, a másodosztály bajnokaként
- Jeunesse Canach, a másodosztály ezüstérmeseként

## Részt vevő csapatok
| Csapat             | Székhely         | Stadion                | 2009–10     |
| ------------------ | ---------------- | ---------------------- | ----------- |
| Differdange 03     | Differdange      | Stade du Thillenberg   | 4.          |
| F91 Dudelange      | Dudelange        | Stade Jos Nosbaum      | 2.          |
| Etzella Ettelbruck | Ettelbruck       | Stade Am Deich         | 8.          |
| Fola Esch          | Esch-sur-Alzette | Stade Émile Mayrisch   | 6.          |
| CS Grevenmacher    | Grevenmacher     | Op Flohr Stadion       | 3.          |
| Jeunesse Canach    | Canach           | Stade Rue de Lenningen | 2. (II. o.) |
| Jeunesse Esch      | Esch-sur-Alzette | Stade de la Frontière  | 1.          |
| Käerjéng 97        | Käerjéng         | Stade um Bëschel       | 12.         |
| CS Pétange         | Pétange          | Stade Municipal        | 9.          |
| Progrès Niedercorn | Niederkorn       | Stade Jos Haupert      | 11.         |
| Racing FC          | Luxembourg       | Stade Achille Hammerel | 7.          |
| RM Hamm Benfica    | Luxembourg       | Luxembourg-Cents       | 5.          |
| Swift Hesperange   | Hesperange       | Stade Alphonse Theis   | 10.         |
| Wiltz 71           | WIltz            | Stade Géitz            | 1. (II. o.) |

## Végeredmény
| #   | Csapat                 | M  | GY | D | V  | G+ – G– | GK  | P                                                     | Megjegyzések                                   |
| --- | ---------------------- | -- | -- | - | -- | ------- | --- | ----------------------------------------------------- | ---------------------------------------------- |
| 1.  | F91 Dudelange (B)      | 26 | 19 | 2 | 5  | 75–24   | +51 | 59                                                    | 2011–2012-es Bajnokok Ligája – 1. selejtezőkör |
| 2.  | Fola Esch              | 26 | 14 | 5 | 7  | 48–28   | +20 | 47                                                    | 2011–2012-es Európa-liga – 1. selejtezőkör     |
| 3.  | Käerjéng               | 26 | 13 | 5 | 8  | 54–34   | +20 | 44                                                    | 2011–2012-es Európa-liga – 1. selejtezőkör     |
| 4.  | Differdange 03K (KGY)  | 26 | 12 | 7 | 7  | 51–37   | +14 | 43                                                    | 2011–2012-es Európa-liga – 2. selejtezőkör1    |
| 5.  | Progrès Niedercorn     | 26 | 12 | 5 | 9  | 43–43   | 0   | 41 \|rowspan="7" style="background-color: #fafafa;"\| |                                                |
| 6.  | CS Grevenmacher        | 26 | 11 | 6 | 9  | 43–39   | +4  | 39                                                    |                                                |
| 7.  | CS Pétange             | 26 | 10 | 8 | 8  | 37–36   | +1  | 38                                                    |                                                |
| 8.  | Jeunesse EschCV        | 26 | 10 | 7 | 9  | 40–37   | +3  | 37                                                    |                                                |
| 9.  | RM Hamm Benfica        | 26 | 11 | 3 | 12 | 47–46   | +1  | 36                                                    |                                                |
| 10. | Swift Hesperange       | 26 | 9  | 4 | 13 | 38–49   | −11 | 31                                                    |                                                |
| 11. | Racing Union           | 26 | 8  | 5 | 13 | 38–38   | 0   | 29                                                    |                                                |
| 12. | Wiltz 71Ú (K)          | 26 | 8  | 2 | 16 | 38–78   | −40 | 26                                                    | Osztályozó                                     |
| 13. | Etzella Ettelbruck (K) | 26 | 5  | 6 | 15 | 31–60   | −29 | 21                                                    | Promotion d'Honneur                            |
| 14. | Jeunesse CanachÚ (K)   | 26 | 5  | 5 | 16 | 28–62   | −34 | 20                                                    | Promotion d'Honneur                            |

Forrás: flf.lu (franciául) 
A rangsorolás alapszabályai: 1. összpontszám, 2. egymás elleni eredmények összpontszáma, 3. gólkülönbség, 4. szerzett gólok száma.
1A Differdange 03 nyerte a 2010–2011-es luxemburgi kupát, így a 2011–2012-es Európa-liga 2. selejtezőkörében indult.
(B): Bajnokcsapat, (K): Kieső csapat, (F): Feljutó csapat, (I): Kupainduló, (R): A rájátszás győztese, (KGY): Kupagyőztes

## Eredmények
| Hazai \ Vendég1    | DIF | DUD | ETZ | FOL | GRE | JCA | JES | KÄE  | PÉT | PRO | RAC | RMH | SWI | WIL  |
| Differdange 03     |     | 0–1 | 1–2 | 0–3 | 2–2 | 4–0 | 3–0 | 2–1  | 1–1 | 1–2 | 0–2 | 3–1 | 3–0 | 4–4  |
| F91 Dudelange      | 3–4 |     | 4–1 | 3–0 | 0–3 | 2–0 | 2–0 | 0–3² | 3–0 | 5–1 | 3–2 | 4–2 | 2–0 | 15–0 |
| Etzella Ettelbruck | 2–2 | 1–1 |     | 1–2 | 0–4 | 1–1 | 0–0 | 0–1  | 0–2 | 2–2 | 2–3 | 2–2 | 2–3 | 1–3  |
| Fola Esch          | 1–2 | 0–3 | 5–0 |     | 1–1 | 1–2 | 3–2 | 2–0  | 1–1 | 1–1 | 3–0 | 1–1 | 4–2 | 4–0  |
| CS Grevenmacher    | 0–2 | 0–3 | 1–2 | 1–2 |     | 1–1 | 2–2 | 0–0  | 1–0 | 1–2 | 1–0 | 1–2 | 1–3 | 4–1  |
| Jeunesse Canach    | 1–3 | 2–2 | 1–2 | 0–3 | 0–1 |     | 1–1 | 2–4  | 1–3 | 1–0 | 3–2 | 2–4 | 2–1 | 1–5  |
| Jeunesse Esch      | 1–2 | 1–0 | 0–1 | 1–1 | 1–3 | 2–0 |     | 4–0  | 2–1 | 2–2 | 0–1 | 2–1 | 4–1 | 0–2  |
| Käerjéng           | 2–2 | 1–3 | 6–1 | 1–2 | 5–1 | 5–0 | 1–1 |      | 0–0 | 3–4 | 1–1 | 1–0 | 4–1 | 5–1  |
| CS Pétange         | 1–4 | 1–0 | 2–1 | 1–0 | 2–2 | 2–3 | 1–1 | 1–0  |     | 1–0 | 2–2 | 2–5 | 1–3 | 5–1  |
| Progrès Niedercorn | 2–4 | 1–5 | 3–2 | 2–1 | 1–3 | 2–0 | 1–3 | 2–1  | 1–2 |     | 1–0 | 5–2 | 2–0 | 0–1  |
| Racing Union       | 1–1 | 0–2 | 5–1 | 0–2 | 0–1 | 4–2 | 4–1 | 1–3  | 0–2 | 0–0 |     | 0–1 | 0–0 | 1–3  |
| RM Hamm Benfica    | 2–0 | 0–1 | 1–0 | 1–2 | 3–2 | 4–1 | 1–3 | 1–2  | 2–2 | 0–1 | 0–4 |     | 2–0 | 4–0  |
| Swift Hesperange   | 0–0 | 0–3 | 4–2 | 0–2 | 2–3 | 2–0 | 1–2 | 2–3  | 0–0 | 2–2 | 2–1 | 4–2 |     | 2–1  |
| Wiltz 71           | 2–1 | 1–5 | 1–2 | 2–1 | 2–3 | 1–1 | 2–4 | 0–1  | 2–1 | 0–3 | 1–4 | 1–3 | 1–3 |      |

Forrás: flf.lu (franciául) 
1A hazai csapatok a bal oldali oszlopban szerepelnek.
Színek: Zöld = hazai győzelem; Sárga = döntetlen; Piros = vendéggyőzelem.
²A mérkőzés a 75. percben 1–2-es állásnál félbeszakadt. A Luxemburgi labdarúgó-szövetség a pályán elért eredményt törölte, és 3–0-s arányban a vétlen vendégcsapatnak ítélte. 
 

## A góllövőlista élmezőnye
18 gólos
- Sanel Ibrahimović (Wiltz 71)

16 gólos
- Daniel Da Mota (F91 Dudelange)
- Romain Zewe (Käerjéng)

14 gólos
- Samir Louadj (CS Grevenmacher)
- Nicolas Caldieri (Progrès Niedercorn)

12 gólos
- Szofján Benzújen (F91 Dudelange)
- Tomasz Gruszczyński (F91 Dudelange)
- Aurélien Joachim (Differdange 03)
- Lévy Rougeaux (Racing Union)

11 gólos
- Johan Sampaio (Swift Hesperange)
- Djilali Kehal (RM Hamm Benfica)
- Gustav Schulz (Swift Hesperange)

10 gólos
- Kris D’Exelle (Racing Union)

## Osztályozó
Az élvonal 12. helyezettje osztályozó mérkőzést játszott a másodosztály bronzérmes csapatával. A párharc győztese szerzett élvonalbeli tagságot.
| 2011. május 28. 16.00 |

| Wiltz 71      | 1–1 (h. u.) | US Hostert |
| ------------- | ----------- | ---------- |
|               |             |            |
| Büntetőpárbaj |             |            |
|               | 4–6         |            |

| Stade rue Henri Dunant, Beggen |

Az US Hostert feljutott az élvonalba, a Wiltz 71 búcsúzott onnan.

## Nemzetközikupa-szereplés

### Eredmények
| Csapat          | Kupa            | Forduló         | Ellenfél              | 1. mérk. | 2. mérk. | Össz. |
| --------------- | --------------- | --------------- | --------------------- | -------- | -------- | ----- |
| Jeunesse Esch   | Bajnokok Ligája | 2. selejtezőkör | AIK                   | 0–1      | 0–0      | 0–1   |
| Differdange 03  | Európa-liga     | 2. selejtezőkör | Spartak Zlatibor voda | 3–3      | 0–2      | 3–5   |
| F91 Dudelange   | Európa-liga     | 1. selejtezőkör | Randers FC            | 1–6      | 2–1      | 3–7   |
| CS Grevenmacher | Európa-liga     | 1. selejtezőkör | Dundalk FC            | 3–3      | 1–2      | 4–5   |

Megjegyzés: Az eredmények minden esetben a luxemburgi labdarúgócsapatok szemszögéből értendőek, a dőlttel írt mérkőzéseket pályaválasztóként játszották.

### UEFA-együttható
A nemzeti labdarúgó-bajnokságok UEFA-együtthatóját a luxemburgi csapatok Bajnokok Ligája-, és Európa-liga-eredményeiből számítják ki. Luxemburg a 2010–11-es bajnoki évben 0,625 pontot szerzett, ezzel a 44. helyen zárt.
| Csapat          | SGY | SD | SV | GY | D | V | Bónusz | Pont  | Átlag |
| --------------- | --- | -- | -- | -- | - | - | ------ | ----- | ----- |
| Jeunesse Esch   | 0   | 1  | 1  | 0  | 0 | 0 | 0,000  | 0,500 |       |
| Differdange 03  | 0   | 1  | 1  | 0  | 0 | 0 | 0,000  | 0,500 |       |
| F91 Dudelange   | 1   | 0  | 1  | 0  | 0 | 0 | 0,000  | 1,000 |       |
| CS Grevenmacher | 0   | 1  | 1  | 0  | 0 | 0 | 0,000  | 0,500 |       |
| Összesen        | 1   | 3  | 4  | 0  | 0 | 0 | 0,000  | 2,500 | 0,625 |